# فیوک
فیوک (به لاتین: Fiuk) یک روستا در لهستان است که در Gmina Żabno واقع شده‌است.